# Paroedura picta
Espèce
Synonymes
- Diplodactylus pictus Peters, 1854
- Paroedura pictus (Peters, 1854)

Statut de conservation UICN

 LC  : Préoccupation mineure
Paroedura picta est une espèce de geckos de la famille des Gekkonidae.

## Répartition
Cette espèce est endémique de Madagascar.

## Habitat
Ce gecko vit dans les savanes ou les forêts sèches du sud et de l'ouest de l'île.
Les températures sont relativement élevées durant la journée, avec des maxima à plus de 30 °C. La nuit celles-ci descendent à environ 24 °C.

## Description

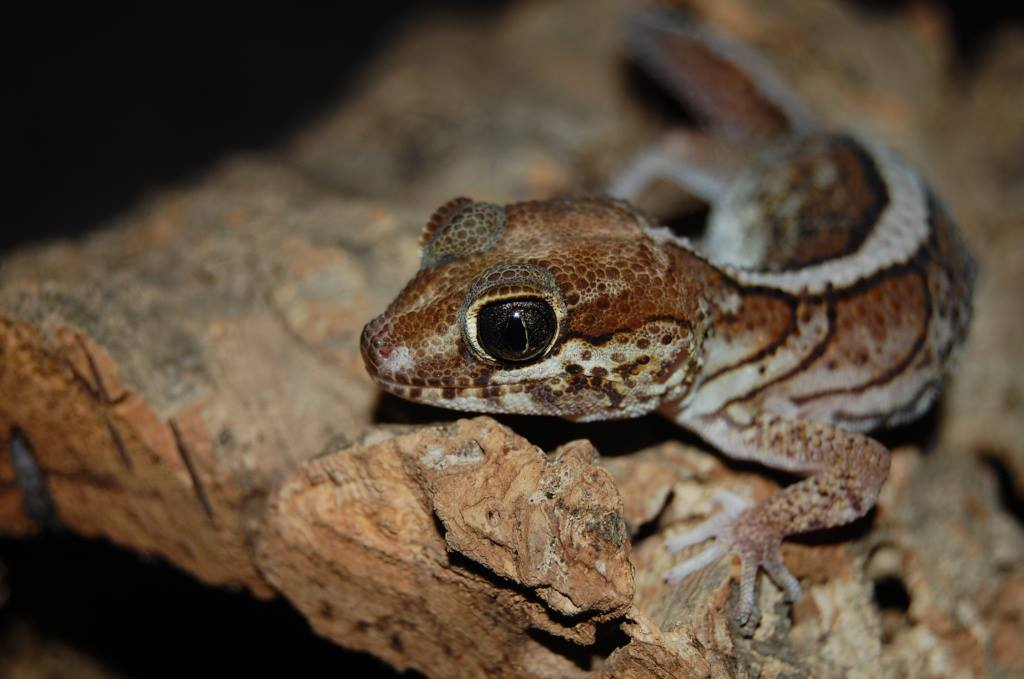
Paroedura picta femelle

Ce gecko insectivore et terrestre est de taille modérée. Les couleurs les plus fréquentes semblent être les tons d'ocre et de blanc, alternés en bandes sombres et claires. Les écailles sur tout le dessus du corps.
Les mâles présentent un renflement de chaque côté de la base de la queue, logement des hémipénis.
Les femelles sont plus petites que les mâles, elles mesurent de 12 à 13 cm.

## Éthologie
Les mâles sont territoriaux et peuvent se battre très violemment, jusqu'à la mort et ce dès l'apparition des premières caractères sexuels. Les mâles s'entourent de plusieurs femelles.

## Reproduction
Ces geckos sont matures avant leur première année. La reproduction commence à la saison chaude. Les mâles pourchassent les femelles jusqu'à les immobiliser. Le coït dure une dizaine de minutes.
Les pontes commencent environ un mois après la fécondation. Les femelles pondent des séries de deux œufs à un mois d'intervalle (parfois moins). Elles peuvent pondre jusqu'à quatre ou cinq fois durant la saison. Les œufs sont déposés dans des zones humides et protégées.
Les œufs incubent à environ 28 °C, avec une hygrométrie élevée (60-70 %, voire 80 %), durant près de deux mois.
Les petits s'alimentent quelques jours après la naissance, dès leur première mue.

## En captivité
Cette espèce se rencontre en terrariophilie sous les noms de gecko panthère ou gecko de Madagascar.
Un couple ou un trio (un mâle-deux femelles) pareodura picta peut être maintenu dans un terrarium de 60(longueur)x45(largeur)x45(hauteur) sec muni de nombreuses cachettes comme des écorces ou des feuilles sèches. Quelques petites plantes résistantes à la chaleur peuvent venir s'ajouter à ce biotope. Les températures devront se situer entre 25-30 °C la journée et redescendre à 24 °C la nuit. Cette espèce est nocturne donc les UV ne sont pas obligatoires. Ce gecko se nourrira aisément le soir de grillons, blattes, petits criquets... distribués après l'extinction des lampes chauffantes et saupoudrés de calcium une fois par semaine.
De même que pour d'autres espèces (Gecko léopard, Rhacodactylus ciliatus) on commence à voir apparaitre des souches sélectionnées pour certains motifs ou couleurs (phases).

## Publication originale
- Peters, 1854 : Diagnosen neuer Batrachier, welche zusammen mit der früher (24. Juli und 17. August) gegebenen Übersicht der Schlangen und Eidechsen mitgetheilt werden. Bericht über die zur Bekanntmachung geeigneten Verhandlungen der Königlich preussischen Akademie der Wissenschaften zu Berlin, vol. 1854, p. 614-628 (texte intégral).